# Mireille Flery

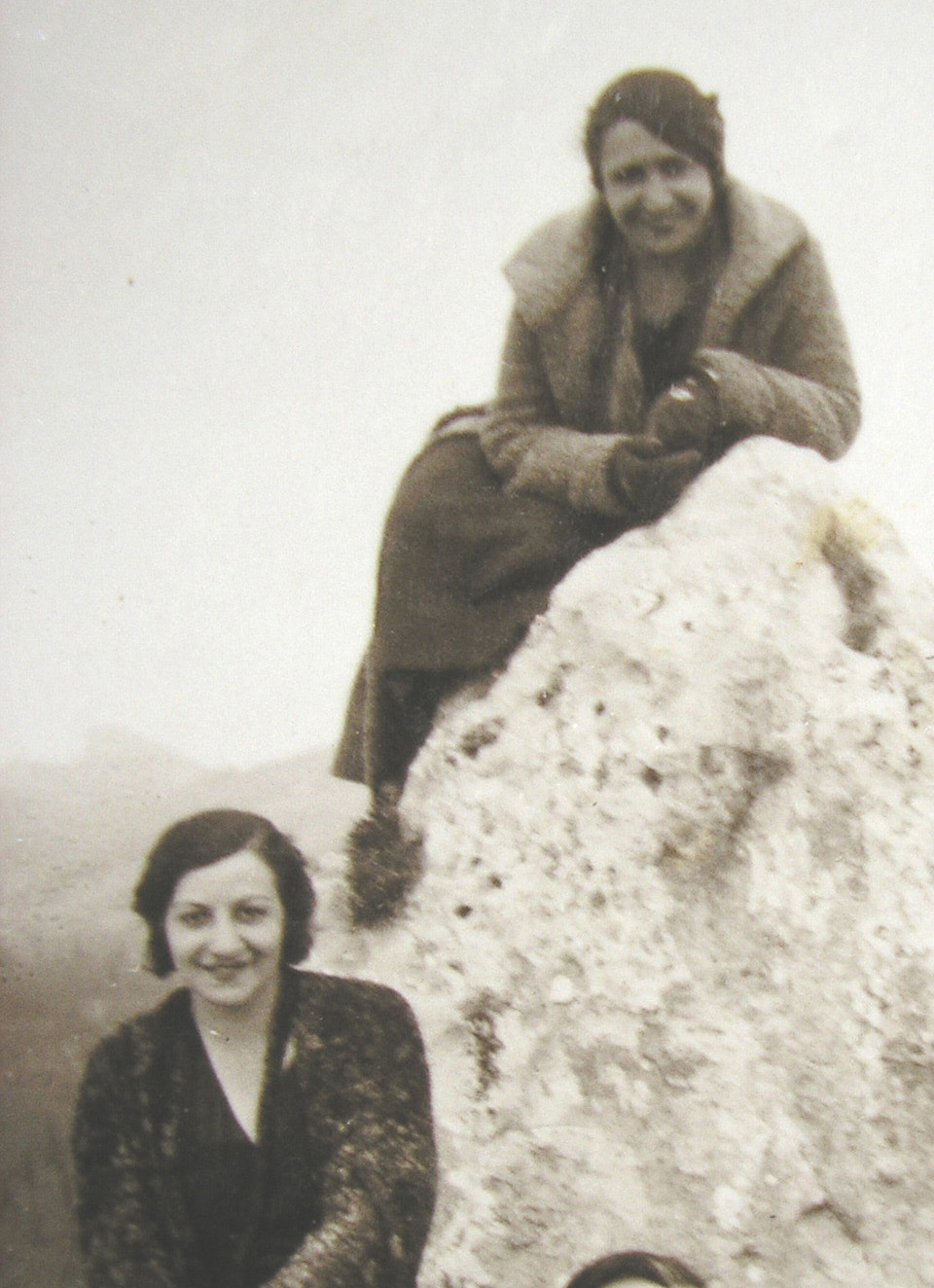
Mireille Flery (unten) mit ihrer Lehrerin Iris Carter (oben)

Mireille Flery (auch Mireille Fleri, * 7. Juni 1907 in Istanbul; † 22. August 1986 in Athen) war eine griechische Sängerin der Stimmlage Sopran.

## Leben und Werk
Flery Mireille studierte am Athener Konservatorium Gesang und Klavier unter anderem bei Kimonas Triantafyllou. Sie schloss ihre Studien 1933 mit Auszeichnungen ab. Von 1938 bis 1940 ging sie mit einem Stipendium der Stadt Athen zu Aufbaustudien nach Italien. Bis 1940 trat sie dort unter anderem an der Opera Reale in Rom mit Beniamino Gigli unter dem Dirigenten Tullio Serafin und am Teatro Verdi in Padua mit Giovanni Malipiero auf.
Als Opern-, aber auch als Oratorien- und Liedsängerin verfügte Flery Mireille über ein umfangreiches Repertoire. Von 1940 bis 1948 war sie  führendes Mitglied der Griechischen Nationaloper, während sie gleichzeitig mit dem Athener Chor und dem Staatsorchester unter der Leitung von Philoktitis Economides zusammenarbeitete. 1948 ging sie erneut ins Ausland. Sie sang unter der Leitung großer Dirigenten wie Wilhelm Furtwängler, Sergei Kussewizki, Carl Schuricht, Hermann Scherchen und Josef Krips. Nach ihrer Rückkehr nach Griechenland schloss sie sich wieder der Nationaloper an und setzte ihre Karriere dort bis 1959 fort. Ab 1965 unterrichtete sie jüngere Gesangssolisten am Athener Konservatorium.
Mireille Flery war zunächst mit dem Dirigenten Lysimachos Androutsopoulos verheiratet. Zwei weitere Ehen mit dem Tenor Nikos Glinos und dem Bariton Evangelos Vassilakis folgten. Mireille Fleury starb am 22. August 1996 in Athen.